# Broadway the Hard Way
Broadway the Hard Way  es un álbum en directo del músico y compositor estadounidense Frank Zappa grabado en varias actuaciones alrededor del mundo en su gira de 1988. Primero, se lanzó en formato LP con 9 canciones a través de su sello discográfico por correo Barking Pumpkin en octubre de 1988, y posteriormente, en CD bajo el sello Rykodisc en 1989.
El álbum está primordialmente enfocado en sus canciones de corte satírico, tanto políticas como sociales. A lo largo del álbum ridiculiza a Richard Nixon y Ronald Reagan en "Dickie's Such An Asshole", Jesse Jackson en "Rhymin' Man", Jim y Tammy Faye Bakker y Pat Robertson en "Jesus Thinks You're A Jerk", y Michael Jackson y su familia en "Why Don't You Like Me?"
El álbum contiene algunas versiones, desde el corte de jazz "Stolen Moments" hasta la canción de "Murder by Numbers" de The Police (con Sting como artista invitado). "Outside Now" es de Joe's Garage, y "Why Don't You Like Me" es una versión de su tema "Tell Me You Love Me". "Rhymin' Man" es una mezcla de canciones populares como "Happy Days Are Here Again", "Hava Nagila", "La Cucaracha" y "Frère Jacques". En "What Kind of Girl" hay una parte del tema "Strawberry Fields Forever", mientras que "Jesus Thinks You're a Jerk" cita a "Louie Louie" and "Rock of Ages".

## Lista de canciones
- Todas las canciones compuestas por Frank Zappa, excepto donde se indique lo contrario.

### Versión original (LP)

#### Cara A
1. "Elvis Has Just Left the Building" – 2:24
2. "Planet of the Baritone Women" – 2:48
3. "Any Kind of Pain" – 5:42
4. "Jesus Thinks You're a Jerk" – 9:15

#### Cara B
1. "Dickie's Such an Asshole" – 6:37
2. "When the Lie's So Big" – 3:38
3. "Rhymin' Man" – 3:51
4. "Promiscuous" – 2:03
5. "The Untouchables" (Nelson Riddle, Zappa) – 3:05

### Versión CD
1. "Elvis Has Just Left the Building" – 2:24
2. "Planet of the Baritone Women" – 2:48
3. "Any Kind of Pain" – 5:42
4. "Dickie's Such an Asshole" – 5:45
5. "When the Lie's So Big" – 3:38
6. "Rhymin' Man" – 3:50
7. "Promiscuous" – 2:02
8. "The Untouchables" (Riddle) – 2:26
9. "Why Don't You Like Me?" – 2:57
10. "Bacon Fat" (Andre Williams, Dorothy Brown, Zappa) – 1:29
11. "Stolen Moments" (Oliver Nelson) – 2:57
12. "Murder by Numbers" (Sting, Andy Summers) – 5:37
13. "Jezebel Boy" – 2:27
14. "Outside Now" – 7:49
15. "Hot Plate Heaven at the Green Hotel" – 6:40
16. "What Kind of Girl?" – 3:17
17. "Jesus Thinks You're a Jerk" – 9:15

## Personal
- Frank Zappa – guitarra, productor,, voz
- Kurt McGettrick – saxofón barítono
- Scott Thunes – bajo
- Albert Wing – saxofón tenor
- Ed Mann – percusión
- Chad Wackerman – batería
- Ike Willis – guitarra, voz
- Eric Buxton – voz
- Paul Carman – saxofón
- Walt Fowler – trompeta
- Mike Keneally – sintetizador, voz, guitarra
- Sting – voz principal en "Murder By Numbers"
- Bruce Fowler – trombón
- Robert Martin – teclados, voz